# Lagarteiro-de-asa-branca
Lagarteiro-de-asa-branca (Edolisoma ostentum) é uma espécie de ave da família Campephagidae. É endémica das Filipinas. Os seus habitats naturais são: florestas subtropicais ou tropicais húmidas de baixa altitude e regiões subtropicais ou tropicais húmidas de alta altitude. Está ameaçada por perda de habitat.